# Ardara
Ardara (en sardo: Àldara) es un municipio de Italia de 847 habitantes en la provincia de Sassari, región de Cerdeña.

## Evolución demográfica
| Gráfica de evolución demográfica de Ardara entre 1861 y 2001 |
|                                                              |
| Fuente ISTAT - elaboración gráfica de Wikipedia              |